# H2g2
h2g2 es un proyecto colaborativo de enciclopedia en línea proveniente del Reino Unido. Se describe a sí mismo como «una guía no convencional de la vida, el universo y todo lo demás» (en inglés: an unconventional guide to life, the universe, and everything), según el espíritu de la guía homónima de la serie de libros de ciencia ficción humorística Guía del autoestopista galáctico (The Hitchhiker's Guide to the Galaxy) de Douglas Adams, siendo el nombre del sitio una forma abreviada de dicha guía. El proyecto fue fundado por el propio Adams en 1999 y estuvo operado por la BBC entre 2001 y 2011.
La intención es crear una guía de la Tierra que permite a los miembros compartir información sobre su área geográfica para ayudar a otros a decidir adónde ir y qué encontrarán una vez allí.

## Historia
El sitio h2g2 fue fundado el 28 de abril de 1999 como la «Guía terrestre» (Earth edition) de la Guía del autoestopista galáctico por el autor de la serie, Douglas Adams, y sus amigos y compañeros de la empresa The Digital Village, donde trabajaba. El sitio fue finalista del premio Yell.com al Mejor Sitio Comunitario en el año 2000.
Al igual que otras empresas puntocom, The Digital Village tuvo dificultades financieras a finales del año 2000 y acabó cesando sus operaciones. En enero de 2001, la BBC asumió la gestión del sitio y lo movió a bbc.co.uk (entonces conocido como BBCi).
El 21 de abril de 2005 se relanzó h2g2 Mobile, una edición de la guía para dispositivos PDA y móviles que pudieran navegar por Internet, para que la gente pudiera leer las entradas de h2g2 mientras se desplazaba. Esto se hizo así porque la gente quería que h2g2 fuera una guía como la descrita en los libros: un dispositivo electrónico móvil que cualquiera pudiera leer desde cualquier lugar. Hubo una encarnación anterior de h2g2 Mobile que era una versión móvil basada en tecnología WAP. Anunciado en el foro First Tuesday de Londres el 14 de diciembre de 1999, se convirtió pronto en el sitio WAP con más tráfico de Europa hasta que la BBC lo cerró cuando asumió la gestión del sitio en 2001. El motivo del cierre fue que la BBC creía entonces que las condiciones de su licencia no le permitían prestar ningún servicio a través de un sistema telefónico.
El sitio fue rediseñado por Aerian Studios para la BBC en 2011, alineándolo con la apariencia general de otros sitios web de la BBC, pero manteniendo parte del estilo original del sitio.
El 24 de enero de 2011, la BBC anunció un recorte del 25% en su presupuesto digital, lo que supuso una desinversión de 34 millones de libras en el sitio. Como parte de este ajuste, la BBC cerró varios de sus sitios, como BBC Switch, BBC Blast y 6-0-6. También decidió vender h2g2. El 21 de junio de 2011, se anunció que la puja ganadora fue una puja conjunta entre tres partes: Robbie Stamp, h2g2c2 (The h2g2 Community Consortium, «El Consorcio Comunitario de h2g2») y los propietarios de Lycos Chat (Brian Larholm y Alyson Larholm) El 31 de agosto de 2011, se anunció que h2g2 fue adquirido por Not Panicking Ltd, una empresa fundada por Robbie Stamp, Brian Larholm, Alyson Larholm y h2g2c2. El 3 de octubre, la encarnación de h2g2 en el dominio de la BBC cerró, dejando un anuncio con un enlace al nuevo sitio, que abrió definitivamente el 16 de octubre.

## DNA
Parte del software de h2g2 se conoce como DNA, por las iniciales del autor y fundador del sitio Douglas (Noel) Adams, y que también coincide con las iniciales del ácido desoxirribonucleico en inglés. La tecnología DNA fue introducida pocos meses después de la adquisición del sitio por la BBC, y se sigue utilizado para blogs, foros de discusión y sistemas de comentarios de la BBC. Antes de esto se utilizaba un software escrito principalmente en Perl.
Adams estuvo implicado en el sitio en sus primera etapa. Su nombre de usuario era DNA y su número de usuario era el 42, en referencia a la respuesta que se da al sentido de la vida, el universo y todo lo demás en la Guía del autoestopista galáctico. El legado de Adams permanece en el sitio, pero no se trata de un fansite.